# Вирий Галл
Ви́рий Галл (лат. Virius Gallus) — римский государственный деятель конца III века.

## Биография
О Галле практически ничего не известно, кроме того, что он был корректором Кампании, очевидно, после 298 года, а в 298 году занимал должность ординарного консула вместе с Аницием Фаустом.
Он был язычником и имел статую Диониса, которой приносил жертвы.